# Olavus Olsson
Olavus Valdemar Olsson (* 8. April 1939 in Stockholm) ist ein ehemaliger schwedischer Fußballspieler.

## Werdegang
Olsson begann mit dem Fußballspielen bei Högalids IS. 1956 wechselte er zu Djurgårdens IF, kehrte aber nach nur einem Jahr als Jugendspieler des mehrmaligen Meisters wieder zu seinem Heimatverein zurück. Dort spielte er lange Zeit unterklassig im Erwachsenenbereich, ehe er 1966 bei einem Spiel zweier Stockholmer Auswahlmannschaften die Verantwortlichen von AIK auf sich aufmerksam machte. Der Klub verpflichtete ihn für die folgende Spielzeit, als Einwechselspieler debütierte er zum Auftakt der Spielzeit 1967 im April des Jahres bei der 1:2-Niederlage gegen Malmö FF wenige Tage nach seinem 28. Geburtstag in der höchsten Spielklasse. In häufig variierenden Zusammensetzungen der Abwehr kämpfte er mit Åke Olsson, Paulo Bruschi, Tommy Kastman und Börje Marcus um den Stammplatz in der Innenverteidigung des Klubs an der Seite des zum Abwehrspieler umfunktionierten Owe Ohlsson. Am Ende des Jahres 1973 verließ er nach 91 Erstligaspielen den Klub, nachdem er in den letzten Jahren auch verletzungsbedingt häufiger kürzertreten musste, und kehrte abermals zu Högalids IS zurück. Dort beendete er im folgenden Jahr seine aktive Laufbahn.
1976 kehrte Olsson als Trainer der Reservemannschaft zu AIK zurück. Ab dem folgenden Jahr gehörte er als Trainerassistent dem Stab von Gunnar Nordahl für die Wettkampfmannschaft an. Als dieser wegen Herzproblemen zeitweise ausfiel, übernahm er die Betreuung der Mannschaft. 1979 übernahm Jens Lindblom das Cheftraineramt, woraufhin Olsson als Cheftrainer zum Amateurverein Järla IS wechselte. Dort war er bis 1981 im Amt. Anschließend arbeitete er als Jugendtrainer bei Täby IS. 1988 kehrte er für ein Jahr in die Leitung der Fußballabteilung von AIK zurück.
Olsson arbeitete lange Zeit hauptberuflich als Maurer, ehe er gemeinsam mit einem Bekannten seine eigene Baufirma gründete.